# Nijrab (huyện)
Nijrab là một huyện thuộc tỉnh Kapisa, Afghanistan. Dân số thời điểm năm 1999 là 94,632 người.